# Joseph Calhoun
Joseph Calhoun (* 22. Oktober 1750 in Staunton, Colony of Virginia; † 14. April 1817 in Mount Carmel, South Carolina) war ein US-amerikanischer Politiker. Zwischen 1807 und 1811 vertrat er den Bundesstaat South Carolina im US-Repräsentantenhaus.

## Werdegang
1756 zog Calhoun mit seinem Vater aus Virginia nach South Carolina, die Familie ließ sich im Granville District am Little River, nahe der heutigen Stadt Abbeville nieder. Calhoun erhielt nur eine begrenzte Schulausbildung und arbeitete dann auf der Familienplantage.
Joseph Calhoun war ein Cousin von John C. Calhoun (1782–1850), der von 1825 bis 1832 Vizepräsident der Vereinigten Staaten sowie US-Senator und Kongressabgeordneter für South Carolina war. Ein anderer Cousin war John E. Colhoun (1749–1802), der von 1801 bis 1802 ebenfalls im US-Senat saß. 
Calhoun war Mitglied der Demokratisch-Republikanischen Partei. In den Jahren 1804 und 1805 war er Abgeordneter im Repräsentantenhaus von South Carolina. Zwischenzeitlich wurde er Oberst in der Staatsmiliz. Nach dem Tod des Kongressabgeordneten Levi Casey wurde er im sechsten Wahlbezirk von South Carolina als dessen Nachfolger in das US-Repräsentantenhaus in Washington, D.C. gewählt. Dort trat er am 2. Juni 1807 sein Mandat an. Nach einer Wiederwahl im Jahr 1808 konnte er bis zum 3. März 1811 im Kongress verbleiben.
Im Jahr 1810 lehnte Calhoun eine erneute Kandidatur ab. Zu seinem Nachfolger wurde sein Cousin John gewählt, dessen politischer Aufstieg damals begann. Nach seinem Ausscheiden aus dem Repräsentantenhaus zog sich Joseph Calhoun aus der Politik zurück. Er arbeitete wieder auf der Plantage, stieg in das Mühlengeschäft ein und starb im April 1817. Er war Sklavenhalter.